# Sesbania sesban
Sesbania sesban är en ärtväxtart som först beskrevs av Carl von Linné, och fick sitt nu gällande namn av Elmer Drew Merrill. Enligt Catalogue of Life ingår Sesbania sesban i släktet Sesbania och familjen ärtväxter, men enligt Dyntaxa är tillhörigheten istället släktet Sesbania och familjen ärtväxter. Arten har ej påträffats i Sverige.

## Underarter
Arten delas in i följande underarter:
- S. s. punctata
- S. s. sesban
- S. s. bicolor
- S. s. nubica